# Svensk Elitfotboll
Föreningen Svensk Elitfotboll (SEF) bildades 1928 och är en intresseorganisation i Sverige för fotbollsklubbarna i Allsvenskan och Superettan. 
SEF:s uppdrag är att utveckla verksamheten i Allsvenskan och Superettan, samt stötta sina medlemsklubbar rörande bland annat gemensam försäljning och samtidigt höja imagen för de två högsta fotbollsligorna i Sverige och låta de 32 lagen i Allsvenskan och Superettan få så bra förutsättningar som möjligt. En av SEF:s stora verksamhetsmål är Nordens bästa liga där Allsvenskan ska vara ledande bland Norge, Danmark, Finland och Island, inom fem förutbestämda verksamhetsområden. De områdena är Arenaupplevelse/Evenemang, Sportslig utveckling, Ekonomisk tillväxt/Intäktströmmar, Image samt Nya medier och digital satsning.
SEF anordnar Allsvenskans och Superettans Upptaktsträffar och Allsvenskans stora pris som summerar säsongen. SEF samlar regelbundet klubbarnas personal för utbildning och information. Parallellt med säsongen drivs ligagemensamma projekt som eAllsvenskan, Allsvenskan Fantasy, Månadens spelare, och eAllsvenskan.  
Det egna projektet Uppförandekoden bidrar till att göra svenska fotbollsevenemang till en tryggare och säkrare upplevelse samt att klubbarna med spelare och personal efterlever ett gemensamt uppsatt förhållningssätt och lever som förebilder.  
2018 ingick SEF i en nationell avsiktsförklaring med Arbetsförmedlingen där syftet var att elitklubbarna skulle ingå i lokala överenskommelser med sin Arbetsförmedling för att med fotbollen som verktyg attrahera personer långt utanför arbetsmarknaden, och sätta dessa i sysselsättning. I slutet av 2018 hade tio klubbar hoppat på tåget. 2018 släppte SEF också en ekonomisk rapport tillsammans med EY där det fastslogs av elitfotbollens samhällsnytta uppgår i minst 775 miljoner kronor. I 2019 års rapport fastslår EY att elitfotbollens totala skatteintäkter för samhället uppgår i 493 miljoner kronor. Totalt innebär det att den svenska elitfotbollen bidrar med 1.2 miljarder till det svenska samhället varje år. 
I början av 2019 lanserade SEF tillsammans med Svenska Fotbollssupporterunionen (SFSU) en gemensam satsning på att skapa Europas bästa supportersamverkan. 
Genom projektet Unicoach möjliggör huvudsponsorn Unibet att de 32 elitföreningarnas akademier kan satsa på sina ungdomstränare och på så sätt göra sina spelare bättre utbildade. Varje år genomförs en Certifiering där de medverkande klubbarna betygsätts utifrån hur framgångsrika de är i arbetet med sin talangutveckling. 
SEF:s huvudkontor ligger i Solna och verksamheten leds av generalsekreteraren, just nu tf Lena Engströml. Ordförande är Jens T Andersson.
Svensk Elitfotboll har 28 fastanställda och 6 projektanställda eller konsulter.

## Ordförande
- 1928-1935: John Pettersson
- 1935-1942: Sven Jonsson
- 1942-1957: Eric Persson
- 1957-1962: Erik Svensson
- 1962-1973: Einar Nilsson
- 1973-1978: Lars Appelqvist
- 1978-1984: Lennart Johansson
- 1984-1989: Stig Sunne
- 1989-2005: Bengt Madsen
- 2005-2009: Bo Lundquist
- 2009-2012: Bo Johansson
- 2012-2021: Lars-Christer Olsson
- 2021-2022 : Jens T Andersson
- 2022 - 2025  Simon Åström
- 2025 -         Jens T Andersson

## Generalsekreterare
- 1973-1978: Gösta Bohman
- 1978-1992: Lars Appelqvist
- 1992-1994: Lars-Christer Olsson
- 1994-2012: Tommy Theorin
- 2012-2023: Mats Enquist
- 2023-2025 Johan Lindvall

### Fotnoter
1. ↑  ”Föreningen Svensk Elitfotboll (SEF)”. Svensk Elitfotboll. http://www.svenskelitfotboll.se/om-sef/. Läst 25 oktober 2013.